# YOUなび
『YOUなび』（ユーなび）は、2007年4月2日から同年9月28日まで広島テレビで月曜 - 金曜 16:19 - 16:48 （JST）に放送されていた生活情報番組である。
スタジオなどはすべてHD化してあったため、地上デジタル放送ではハイビジョン放送を実施していた。ステレオ放送。

## 概要
この番組は、生活に欠かせないものをピックアップして紹介していた。月曜日には視聴者が生出演し、自慢できるスポーツや変わった趣味を公開していた。直後の時間帯に放送の『テレビ宣言』が地域密着型の地域情報番組だったのに対し、こちらは全国区の情報も網羅しており、さらに団塊の世代に役立つ情報も伝えるなど、『テレビ宣言』とは番組内容やスタイルが被らないように工夫を凝らしていた。
使用スタジオは『中町スタイル』のころに比べると簡素になっていた。使用していたのは『中町スタイル』跡ではなく、『テレビ宣言』でも使われていたスタジオで、セットは『テレビ宣言』のセットの隣にあった。そのため、同番組のオンエア中にカメラがズームアウトした際に端に映ることもあった（デジタル放送のみ）。スタジオセットの色調は赤茶色。
出演者の長野正実が担当の日に広島テレビのカープ戦中継で市民球場に出向いている場合には、児玉勝司が代役を務める。中継日には、番組冒頭で市民球場からの中継をハイビジョンで行っていた。番組初回と3日には長野と児玉の服装はタキシード、井ノ口あさ子の服装はドレス調と正装であったが、現在は普通の服装となっている。また、初回には4:3映像に番組名を表記したサイドパネルが表示されていたが、現在は表示されていない。

## 放送時間
- 月曜 - 金曜 16:19 - 16:48 (JST)
- 実質的には16:20 - 16:46の26分間の放送だった。これはテレビショッピングとのステーションブレイク (SB) が1分間あったほか、『テレビ宣言』とのSBもあったためである。
- ゴールデンウィーク中と8月6日とお盆の時期には放送を休止していた。

## 出演者
- 井ノ口あさ子（当時広島テレビアナウンサー、毎日）
- 長野正実（広島テレビアナウンサー、月曜・火曜・水曜）
- 森拓磨（広島テレビアナウンサー、木曜）
- 児玉勝司（当時広島テレビアナウンサー、金曜）

## タイムテーブル
- 16:19：ステーションブレイク
- 16:20：オープニング（情報カメラ映像からスタジオ映像に切り替わる）
- 16:22：天気予報（カメラ映像に天気テロップが表示される）
- 16:23：情報MIX Part1
- 16:28：健康食品会社のインフォマーシャル
- 16:30：情報MIX Part2
  - 水曜日：料理コーナー（中町スタイルから引継ぎ）
- 16:35：日替わり特集
  - 月曜日：Culture Navi
  - 火曜日：一度は食べて見たいナビ
  - 水曜日：ワンにゃん数珠つなぎ
  - 木曜日：市内電車途中下車ぶらっとナビ
  - 金曜日：いってみたいナビ
- 16:41：プレゼント紹介
- 16:42：なびぶーのポケット（不定期）
- 16:45：エンディング

## コーナー紹介
情報MIX
番組一押しの商品を紹介。ここでは広島ローカルではなく、自動車や大手メーカーの商品など全国区のものを紹介。他にも塾や専門学校の宣伝をしたり、キャンペーンCMを放送したりすることがあった。
料理コーナー（水曜のみ）
『中町スタイル』から引き続き実施していたコーナーで、井ノ口がアシスタントを務めていた。担当は池尻シェフ。コーナー終盤にはフレスタの宣伝もあった。
日替わり特集
月曜日：Culture Navi
視聴者がスタジオに登場、自慢できるちょっと変わった趣味やスポーツなどを披露。宣伝も兼ねて実施することもあった。
火曜日：一度は食べて見たいナビ
全国の美味しいものを紹介。
水曜日：ワンにゃん数珠つなぎ
視聴者のペットを数珠繋ぎ（リレー形式）で紹介。
木曜日：市内電車途中下車ぶらっとナビ
広島県名物の路面電車でぶらり旅。沿線の美味しい店などを紹介（広島市中区・西区・佐伯区・廿日市市内限定）。
金曜日：いってみたいナビ
週末のお出かけ情報を紹介。
なびぶーのポケット
不定期で、男性陣の得意とする分野の疑問などを解説。児玉からスタート（初回は統一地方選挙について）。
プレゼント紹介
番組からのプレゼントコーナーで、応募に必要なキーワードを紹介していた。

## スポンサー
フリースポンサー枠のため、スポンサーは無しだった。ただし、番組内で最初に流れるインフォマーシャルはカゴメであることが多かった。また、正規スポンサーではないが、浦上ふとん店（福山市駅家町）のCMがインフォマーシャル後に流れていた。

## 備考
- もともとこの時間帯は『広テレセレクション』という枠で、テレビ東京系番組の時差放送やNNS系番組の再放送が行われていた。
- 16:48からは『テレビ宣言』があるため、この番組が放送されていた2007年4月からの半年間は平日 16:19 - 18:58の2時間39分は自社製作番組で埋まることになった。
- 『広テレセレクション』は15:50 - 16:48の58分間の枠であったが、この番組は16:19 - 16:48の29分間の枠で、15:50 - 16:19の29分間はそれまで金曜 11:00 - 11:20に放送されていた健康食品等のテレビショッピングが放送されていた。
- 番組が半年で終了することになった理由は、『ザ・ワイド』の打ち切りと『情報ライブ ミヤネ屋』のネット開始（15・16時台をネットしたため）である。番組の終了後、広島テレビ平日午後の自社制作枠は木曜・金曜 13:55 - 14:50に放送の『もっきんCafe』へ移行した。